# Aegires sublaevis
Aegires sublaevis is een slakkensoort uit de familie van de Aegiridae. De wetenschappelijke naam van de soort is voor het eerst geldig gepubliceerd in 1932 door Odhner.